# Цулукидзе, Бери
Бери Цулукидзе (груз.: ბერი წულუკიძე; ум. 1789) — грузинский (имеретинский) князь и военно-политический деятель Имеретинского царства второй половины XVIII века. 

## Биография
Из дома Цулукидзе, возведенных в княжеское достоинство при Георгие III из Имеретии в 1605 году.
Бери был первым визирем царя Соломона I, а также сардаром Квемо Имеретии, возглавляя садрошо Ваке. По совместительству царь Соломон назначил его моуравом (губернатором) города Кутаиси и дал ему звание бокаултухуцеса (фактически, главного пристава Имеретии).
Являясь приближенным к царской семье Багратионов из Имеретии, Бери Цулукидзе после смерти царя Соломона I 23 апреля 1784 года участвовал в придворных интригах знатных семейств Имеретии.
Совместно с имеретинским князем из Сачхере (входившего в Сацеретло), Папуной Церетели, он возглавил группу князей, которые посадили лоббировавшего интересы знатных семей Имеретии царя Давида II Георгиевича (1784 — 1789), сына царя Имеретии Георгия IX (1741—1742). К тому моменту Бери принял монашеский постриг.

## Смерть
Умер в 1789 году.